# ゲネラル・トシェヴォ
座標: 北緯43度42分 東経28度2分 / 北緯43.700度 東経28.033度

ゲネラル・トシェヴォ
Генерал Тошево
Kasımゲネラル・トシェヴォ ブルガリア内のゲネラル・トシェヴォの位置

ゲネラル・トシェヴォ（ブルガリア語: Генера̀л То̀шево / General Toshevo、トルコ語:Kasım）はブルガリア北東部の町、およびそれを中心とした基礎自治体。南ドブルジャ地方のドブリチ州に属する。町はブルガリアの軍人ステファン・トシェフにちなんで命名された。
ゲネラル・トシェヴォはオスマン帝国時代の1573年にカスム（Kasım）の名前で初めて文献に現れる。考古学的調査により、この地域には古代にはゲタエ人（Getae）が居住しており、後にローマ人が居住した。
1878年のブルガリア解放までオスマン帝国の下で町は維持された。第二次バルカン戦争ではブルガリアは南ドブルジャ地方をルーマニアに割譲させられ、この地方はルーマニア領となった。ルーマニアの支配となった1918年、町は直ちに旧来の呼称カスムからスフントゥル・ドゥミトル（Sfântul Dumitru）と改称された。1934年には、前年に鉄衛団によって暗殺されたルーマニア首相を称え、ゲオルゲ・ドゥカ（Ion Gheorghe Duca）と改称された。
町はクラヨーヴァ協定によって1940年にブルガリア領に復した。現行の呼称は1942年に制定されたものであり、1960年には町に昇格した。

## 町村
ゲネラル・トシェヴォ基礎自治体（Община Генерал-Тошево）には、その中心であるゲネラル・トシェヴォをはじめ、以下の町村（集落）が存在している。
- Александър Стамболийски
- Балканци
- Бежаново
- Василево
- Великово
- Вичово
- Генерал Тошево
- Горица
- Градини
- Дъбовик
- Житен
- Зограф
- Изворово
- Йовково
- Калина
- Кардам
- Конаре
- Краище
- Красен
- Къпиново
- Лозница

- Люляково
- Малина
- Огражден
- Петлешково
- Писарово
- Пленимир
- Преселенци
- Присад
- Пчеларово
- Равнец
- Рогозина
- Росен
- Росица
- Сираково
- Сноп
- Снягово
- Спасово
- Средина
- Сърнино
- Узово
- Чернооково

## 姉妹都市
- マンガリア（en）、ルーマニア
- ボルフラード、ウクライナ